# アネミック・シネマ
『アネミック・シネマ』(Anémic Cinéma)は、マルセル・デュシャンが1926年に制作した、ダダイスム的とも、シュルレアリスム的とも評される実験映画。映画には、デュシャンが「ロトレリーフ」と呼んだ、回転する映像が映し出され、ときおり、フランス語による地口、駄洒落が盛り込まれた文がやはり回転する円盤に乗って映し出される。デュシャンはこの映画に、オルター・エゴ（別人格名）であるローズ・セラヴィ(Rrose Sélavy)として署名した。
「anémic」は、「cinéma」のアナグラムであるが、「貧血の」を意味する「Anémique」と同じ発音となるため、日本語で「貧血映画」と翻訳されたことがある。
この映画の中心的なモチーフとなっている「ロトレリーフ」とは、デュシャンが、自作の回転する造形物につけた名である。この光学的な「おもちゃ」を作るため、デュシャンは平らな円形の厚紙にデザインを書き、レコードのターンテーブルに乗せて回転させ、三次元的に見えるようにした。1935年、デュシャンはパリで開催された発明見本市にブースを設け、こうしたデザイン6点を印刷した500セットの「ロトレリーフ」を販売しようとした。この試みは、金銭的にはまったくの失敗だったが、一部の光学/視覚の研究者は、一方の視力を失った人に立体感覚を回復させるために役立つものではないかと考えた。

## 歴史
マン・レイとマルク・アレグレ(Marc Allégret)の協力を得て、デュシャンは「ロトレリーフ」の初期のバージョンを映画に収めたが、その最初のバージョンが『アネミック・シネマ』であった。
この映画は、1926年8月30日にパリで友人とのプライベートの上映会で初めて公開された。同じく1926年後半のニューヨークへの旅行にもこの映画を持ち込み、12月22日に再上映した。
画家で映画監督のハンス・リヒターはこの映画のコピーを手に入れ、1929年にシュトゥットガルトの映画・写真展で共に上映した。またアメリカの美術商ジュリアン・リーヴィ(Julien Levy)も別のコピーを手に入れ、1936年と1937年に自身の個展で上映した。ニューヨーク近代美術館は1938年にデュシャン本人からコピーを入手し、展示した。これは美術館で展示された最初のデュシャンの作品といわれる。
この映画は、1930年代から1940年代にかけて、リヒターのコピーがヨーロッパの映画組織に広まったり、ニューヨーク近代美術館のコピーが北米各地の博物館や大学に広まったことで知名度を高めた。

## 円盤のテキスト
フランス語のテキストが記された円盤は9点あり、その文章は、駄洒落や頭韻法などが盛り込まれている。以下に掲げる「字義通りの」日本語訳は、宮内(2008)によるが、フランス語原文はあくまでも多義的で、また、意味不鮮明である。
- "Bains de gros thé pour grains de beauté sans trop de bengué."

「ほくろ用の濃い茶の風呂、余分なベンゲイ鎮静軟膏必要なし。」
（ベンゲイ鎮静軟膏(BenGay)は、フランスで、ジュール・ベンゲ博士によって発明された。）
- "L'enfant qui tète est un souffleur de chair chaude et n'aime pas le chou-fleur de serre-chaude."

「乳を飲む子供は熱い肉の息を吹きかける者であり、温室のカリフラワーは好きではない。」
- "Si je te donne un sou me donneras-tu une paire de ciseaux?"

「一スーあげるから、はさみ一丁おくれ。」
- "On demande des moustiques domestiques (demi-stock) pour la cure d'azote sur la côte d'azur."

「コート・ダジュールの窒素療法のために(半在庫品の)家蚊を必要とする。」
- "Inceste ou passion a coups trop de famille, à coups trop tirés."

「近親相姦あるいは家族の受難、非常に仲の悪い間柄で。」
- "Esquivons les ecchymoses des Esquimaux aux mots exquis."

「洗練された語を持つエスキモーの青あざを巧みに避けよう。」
- "Avez-vous déjà mis la moëlle de l'épée dans le poêle de l'aimée?"

「あなたの愛人のストーブに剣の髄を置いたことがあるか。」
- "Parmi nos articles de quinquillerie par essence, nous recommandons le robinet qui s'arrête de couloir quand on ne l'ecoute pas."

「怠け者の金物屋のわれらが、品物の中でも、耳を傾けなければ流れが止まる水道の蛇口を推薦する。」
- "L'aspirant habite Javel et moi j'avais l'habite en spirale."

「志願者はジャヴェルに住み、私は螺旋形のペニスを持っていた。」